# Retrato de Juan Agustín Ceán Bermúdez
El Retrato de Juan Agustín Ceán Bermúdez es una pintura al óleo sobre lienzo de Francisco de Goya, pintada alrededor del año 1785. El retrato muestra a don Juan Agustín Ceán Bermúdez un pintor, historiador, coleccionista y crítico de arte ilustrado español y amigo de Goya. En actualidad se halla en una colección privada.

## Creación
Juan Agustín Ceán Bermúdez fue un historiador, coleccionista de arte y secretario de Gaspar Melchor de Jovellanos. También fue miembro de la Real Academia de Bellas Artes de San Fernando y amigo de Francisco de Goya.
La amistad entre el artista y Ceán Bermúdez dio lugar a un importante pedido de retratos de algunos de los mandatarios del Banco Nacional San Carlos creado en 1782 que más tarde se convirtió en el Banco de España. Gracias a las influencias del secretario la junta del Banco con seis de un total de ocho votos eligió a Goya como el retratista oficial.

## Descripción
Juan Agustín Ceán Bermúdez ha sido retratado a plano medio sobre un fondo negro. Vestido de una chaqueta oscura y un chaleco rojo. En su mano tiene un libro y un estuche de lápices, lo que simboliza su gran interés por el arte.

## Estado actual
Antiguamente el retrato pertenecía a la colección privada de Jovellanos. Fue pintado probablemente en Madrid, más tarde cambió su ubicación a la ciudad natal de Jovellanos, Gijón. En 1826 el cuadro se encontraba en la colección de Baltasar González de Cuenfuegos Jovellanos, el cual heredó las pertenencias de Gaspar Melchor de Jovellanos. En los años 20 del siglo XX lo heredó Luis Cienfuegos-Jovellanos Bernardo Quirós, el 1.er conde de Cienfuegos.
Actualmente la pintura se encuentra en España en una colección privada. Debido a su estatus de Bien de Interés Cultural el retrato no puede ser vendido al extranjero, aunque puede ser prestado para exposiciones temporales.